# 姚友直
姚友直，名益，以字行，浙江蕭山人，明朝政治人物。

## 生平
洪武三十年（1397年）丁丑科進士。授中書舍人，累升司經局冼馬。永樂間，為尚為皇孫的明宣宗講習，並教授蘄獻王朱瞻垠。不久，升左春坊左庶子。滕王朱瞻垲建國雲南，升雲南左參政，掌長史司事。滕王薨，因事至京，宣宗念其舊勞，擢太常寺卿。正統三年（1438年）卒。朝廷遣官賜祭營葬。